# Нічай Михайло Миколайович
Михайло Миколайович Нічай (псевдо:«Дорошенко», «Лис»; 1916, Розтоки, Усть-Путильська сільська громада, Чернівецька область — 21 травня 1951, прис. Сірук с. Розтоки, Усть-Путильська сільська громада, Чернівецька область) — лицар Бронзового хреста бойової заслуги УПА.

## Життєпис
Служив у румунській армії. Член ОУН з кінця 1930-х рр. Охоронець референта СБ Олексія Любомирського — «Берії» (1944-03.1945), кущовий ОУН у Вижницькому районі (1945—1950), керівник і одночасно референт СБ Вижницького районного проводу ОУН (05.1950-05.1951). Загинув, підірвавшись на замінованій опергрупою МДБ криївці. Відзначений Бронзовим хрестом бойової заслуги (14.10.1947).